# Obična diferencijalna jednačina
U matematici, obična diferencialna jednačina (ODE) je diferencijalna jednačina koja sadrži jednu ili više funkcija sa jednom nezavisnom promenljivom i izvodima tih funkcija. Termin obična se koristi u kontrastu sa terminom parcijalna diferencijalna jednačina, koja može biti definsana u odnosu na više od jedne nezavisne promenljive.

## Diferencijalne jednačine
Linearna diferencijalna jednačina je diferencijalna jednačina koja je definisana pomoću linearnog polinoma u nepoznatoj funkciji i njenim derivatima. Drugim rečima to je jednačina oblika 
{\displaystyle a_{0}(x)y+a_{1}(x)y'+a_{2}(x)y''+\cdots +a_{n}(x)y^{(n)}+b(x)=0,}
gde su {\displaystyle a_{0}(x)}, ..., {\displaystyle a_{n}(x)} i {\displaystyle b(x)} proizvoljne diferencijabilne funkcije koje ne moraju da budu linearne, a  {\displaystyle y',\ldots ,y^{(n)}} su sukcesivni derivati nepoznate funkcije y promenljive x.
Među običnim diferencijalnim jednadžbama, linearne diferencijalne jednačine igraju istaknutu ulogu iz više razloga. Većina elementarnih i specijalnih funkcija koje se susreću u fizici i primenjenoj matematici su rešenja linearnih diferencijalnih jednačina (pogledajte Holonomsku funkciju). Kada se fizički fenomeni modeluju nelinearnim jednačinama, oni se obično aproksimiraju linearnim diferencijalnim jednačinama radi lakšeg rešenja. Nekoliko nelinearnih ODE koje se mogu eksplicitno rešiti generalno se rešavju pretvaranjem jednačine u ekvivalentne linearne ODE (pogledajte, na primer, Rikatijevu jednačinu).
Neke ODE se mogu eksplicitno rešiti u smislu poznatih funkcija i integrala. Kada to nije moguće, jednačina za računanje Tejlorove serije rešenja može biti korisna. Za primenjene probleme, numerički metodi za obične diferencijalne jednačine mogu da daju približnu vrednost rešenja.

## Zaleđina
Obične diferencijalne jednačine (ODE) se javljaju u mnogim kontekstima matematike, i društvenih i prirodnih nauka. Matematički opisi promena koriste diferencijale i derivate. Razni diferencijali, derivati i funkcije postaju povezani putem jednačina, tako da je diferencijalna jednačina rezultat koji opisuje dinamički promenljive pojave, evoluciju i varijacije. Često se količine definišu kao brzina promene drugih količina (na primer, derivati premeštanja s obzirom na vreme), ili gradijenti količina, tako da se unose diferencijalne jednačine.
Specifična matematička polja uključuju geometriju i analitičku mehaniku. Naučna područja uključuju u znatnoj meri fiziku i astronomiju (nebesku mehaniku), meteorologiju (modelovanje vremenskih prilika), hemiju (stope reakcije), biologiju (zarazne bolesti, genetske varijacije), ekologiju i modelovanje populacije (populaciono nadmetanje), ekonomiju (trendovi deonica, promene kamatnih stopa i tržišna ravnoteža promena cena).
Mnogi matematičari su izučavali diferencijalne jednačine i doprineli ovom polju, uključujući Njutna, Lajbnica, porodicu Bernuli, Rikatija, Klera, d'Alembera, i Ojlera.
Jednostavan primer je drugi Njutnov zakon kretanja — odnos između pomeranja x i vremena t objekta pod dejstvom sile F, dat je diferencijalnom jednačinom
{\displaystyle m{\frac {\mathrm {d} ^{2}x(t)}{\mathrm {d} t^{2}}}=F(x(t))\,}
što ograničava kretanje čestice konstantne mase m. Generalno, F je funkcija pozicije x(t) čestice u vremenu t. Nepoznata funkcija x(t) se javlja na obe strane ove diferencijalne jednačine, i to je naznačeno notacijom F(x(t)).

## Definicije
Neka je y zavisna promenljiva i x nezavisna promenljiva, i y = f(x) nepoznata funkcija od x. Notacija za diferencijaciju varira u zavisnosti od autora i od toga koja je notacija najkorisnija za dati zadatak. U tom kontekstu, Lajbnicova notacija () je korisnija za diferencijaciju i integraciju, dok je Lagranžova notacija () podesnija za kompaktno predstavljanje derivata bilo kog reda, a Njutnova notacija {\displaystyle ({\dot {y}},{\ddot {y}},{\overset {...}{y}})} se često koristi u fizici za predstavljanje derivata niskog reda s obzirom na vreme.

### Opšta definicija
Za dato F, funkciju od x, y, i derivate od y, jednačina oblika
{\displaystyle F\left(x,y,y',\ldots ,y^{(n-1)}\right)=y^{(n)}}
se naziva eksplicitnom običnom diferencijalnom jednačinom reda n.
Generalnije, implicitna obična diferencijalna jednačina reda n poprima formu:
{\displaystyle F\left(x,y,y',y'',\ \ldots ,\ y^{(n)}\right)=0}
Postoje dalje klasifikacije:

AutonomnaDiferencijalna jednačina koja ne zavisi od x se naziva autonomnom.
Linearna
Za diferencijalnu jednačinu se kaže da je linearna, ako se F može napisati kao linearna kombinacija derivata od y:
{\displaystyle y^{(n)}=\sum _{i=0}^{n-1}a_{i}(x)y^{(i)}+r(x)}
gde su  i r(x) neprekidne funkcije u x.

Funkcija r(x) se naziva izvornim članom, što dovodi do dve dalje važne klasifikacije:

HomogenenaAkoj je r(x) = 0, konsekventno jedno „automatcko” rešenje je trivijalno rešenje, y = 0. Rešenje linearne homogene jednačine je komplementarna funkcija, koja je ovde označena sa yc.
Nehomogena (ili inhomogenena)Ako je r(x) ≠ 0. Dodatno rešenje komplementarne funkcije je partikularni integral, koji je ovde označen sa .

Opšte rešenje linearne jednačine se može napisati kao .
NelinearnaDiferencijalna jednačina koja se ne može napisati u vidu linearne kombinacije.

### Sistem običnih diferencijalnih jednačina
Više spregnutih diferencijalnih jednačina formira sistem jednačina. Ako je y vektor čiji su elementi funkcije; y(x) = [y1(x), y2(x),..., ym(x)], i F je vektorska funkcija od y i njenih derivata, onda je
{\displaystyle \mathbf {y} ^{(n)}=\mathbf {F} \left(x,\mathbf {y} ,\mathbf {y} ',\mathbf {y} '',\ldots ,\mathbf {y} ^{(n-1)}\right)}
eksplicitni sistem običnih diferencijalnih jednačina reda n i dimenzije m. U obliku kolonog vektora:
{\displaystyle {\begin{pmatrix}y_{1}^{(n)}\\y_{2}^{(n)}\\\vdots \\y_{m}^{(n)}\end{pmatrix}}={\begin{pmatrix}f_{1}\left(x,\mathbf {y} ,\mathbf {y} ',\mathbf {y} '',\ldots ,\mathbf {y} ^{(n-1)}\right)\\f_{2}\left(x,\mathbf {y} ,\mathbf {y} ',\mathbf {y} '',\ldots ,\mathbf {y} ^{(n-1)}\right)\\\vdots \\f_{m}\left(x,\mathbf {y} ,\mathbf {y} ',\mathbf {y} '',\ldots ,\mathbf {y} ^{(n-1)}\right)\end{pmatrix}}}
One nisu nužno linearne. Implicitni analog je:
{\displaystyle \mathbf {F} \left(x,\mathbf {y} ,\mathbf {y} ',\mathbf {y} '',\ldots ,\mathbf {y} ^{(n)}\right)={\boldsymbol {0}}}
gde je 0 = (0, 0, ..., 0) nulti vektor. U matričnom obliku
{\displaystyle {\begin{pmatrix}f_{1}(x,\mathbf {y} ,\mathbf {y} ',\mathbf {y} '',\ldots ,\mathbf {y} ^{(n)})\\f_{2}(x,\mathbf {y} ,\mathbf {y} ',\mathbf {y} '',\ldots ,\mathbf {y} ^{(n)})\\\vdots \\f_{m}(x,\mathbf {y} ,\mathbf {y} ',\mathbf {y} '',\ldots ,\mathbf {y} ^{(n)})\end{pmatrix}}={\begin{pmatrix}0\\0\\\vdots \\0\end{pmatrix}}}
Za sistem oblika {\displaystyle \mathbf {F} \left(x,\mathbf {y} ,\mathbf {y} '\right)={\boldsymbol {0}}}, neki izvori takođe zahtevaju da Jakobijan {\displaystyle {\frac {\partial \mathbf {F} (x,\mathbf {u} ,\mathbf {v} )}{\partial \mathbf {v} }}} bude invertabilan da bi se sistem smatrao implicitnim ODE sistemom. Takav sistem koji zadovoljava uslov odsustva singularnosti Jakobijana se može transformisati u eksplicitni ODE sistem. U nekim izvorima, implicitni ODE sistemi sa singularnim Jakobijanom se nazivaju diferencijalnim algebrskim jednačinama (DAE). Ova razlika nije samo terminološka. DAE imaju suštinski različite karakteristike i uglavnom su više uključeni u rešavanje od (nesingularnih) ODE sistema. Radi dodatnih derivata, pretpostavlja se da Hesijanska matrica i tako dalje nisu singularne prema ovoj šemi, mada treba imati u vidu da bilo koja ODE reda većeg od jedan može da bude [i obično se] izražava kao sistem ODE prvog reda, što čini Jakobijev kriterijum singularnosti dovoljnim da ova taksonomija bude sveobuhvatna u svim redovima.
Ponašanje ODE sistema može se vizualizovati korišćenjem faznog portreta.

### Rešenja
Za datu diferencijalnu jednačinu
{\displaystyle F\left(x,y,y',\ldots ,y^{(n)}\right)=0}
funkcija u: I ⊂ R → R se naziva rešenjem ili integralnom krivom za F, ako je u n-puta diferencijabilno na I, i
{\displaystyle F(x,u,u',\ \ldots ,\ u^{(n)})=0\quad x\in I.}
Unitar dva rešenja  i , u se naziva ekstenzijom od v ako je  i
{\displaystyle u(x)=v(x)\quad x\in I.\,}
Rešenje koje nema ekstenziju se naziva maksimalno rešenje. Rešenje definisano na celokupnom R se naziva globalno rešenje.
Opšte rešenje jedne jednačine n-tog reda je rešenje koje sadrži n proizvoljnih nezavisnih konstanti integracije.  Partikularno rešenje se izvodi iz opšteg rešenja usvajanjem partikularnih vrednosti konstanti, koje se obično biraju da zadovolje skup inicijalnih ili graničnih uslova. Singularno rešenje je rešenje koje se ne može dobiti dodeljivanjem konačnih vrednosti proizvoljnim konstantama u opštem rešenju.

## Literatura
- Halliday, David; Resnick, Robert (1977), Physics (3rd изд.), New York: Wiley, ISBN 0-471-71716-9
- Harper, Charlie (1976), Introduction to Mathematical Physics, New Jersey: Prentice-Hall, ISBN 0-13-487538-9
- Kreyszig, Erwin (1972), Advanced Engineering Mathematics (3rd изд.), New York: Wiley, ISBN 0-471-50728-8.
- Polyanin, A. D. and V. F. Zaitsev, Handbook of Exact Solutions for Ordinary Differential Equations (2nd edition)", Chapman & Hall/CRC Press, Boca Raton, 2003. . ISBN 1-58488-297-2. Недостаје или је празан параметар |title= (помоћ)
- Simmons, George F. (1972), Differential Equations with Applications and Historical Notes, New York: McGraw-Hill, LCCN 75173716
- Tipler, Paul A. (1991), Physics for Scientists and Engineers: Extended version (3rd изд.), New York: Worth Publishers, ISBN 0-87901-432-6
- Boscain, Ugo; Chitour, Yacine (2011), Introduction à l'automatique (PDF) (на језику: french)
- Dresner, Lawrence (1999), Applications of Lie's Theory of Ordinary and Partial Differential Equations, Bristol and Philadelphia: Institute of Physics Publishing, ISBN 978-0750305303
- Coddington, Earl A.; Levinson, Norman (1955). Theory of Ordinary Differential Equations. New York: McGraw-Hill.
- Hartman, Philip (2002) [1964], Ordinary differential equations, Classics in Applied Mathematics, 38, Philadelphia: Society for Industrial and Applied Mathematics, ISBN 978-0-89871-510-1, MR 1929104, doi:10.1137/1.9780898719222
- W. Johnson, A Treatise on Ordinary and Partial Differential Equations, John Wiley and Sons, 1913, in University of Michigan Historical Math Collection
- Ince, Edward L. (1944) [1926], Ordinary Differential Equations, Dover Publications, New York, ISBN 978-0-486-60349-0, MR 0010757
- Witold Hurewicz, Lectures on Ordinary Differential Equations. ISBN 0-486-49510-8., Dover Publications,
- Ibragimov, Nail H (1993). CRC Handbook of Lie Group Analysis of Differential Equations Vol. 1-3. Providence: CRC-Press. ISBN 0-8493-4488-3.
- Teschl, Gerald (2012). Ordinary Differential Equations and Dynamical Systems. Providence: American Mathematical Society. ISBN 978-0-8218-8328-0.
- A. D. Polyanin, V. F. Zaitsev, and A. Moussiaux, Handbook of First Order Partial Differential Equations, Taylor & Francis, London, 2002. . ISBN 0-415-27267-X. Недостаје или је празан параметар |title= (помоћ)
- D. Zwillinger, Handbook of Differential Equations (3rd edition), Academic Press, Boston, 1997.

## Spoljašnje veze
- Hazewinkel Michiel, ур. (2001). „Differential equation, ordinary”. Encyclopaedia of Mathematics. Springer.  978-1556080104.
- Differential Equations на веб-сајту  (језик: енглески)

 (includes a list of software for solving differential equations).